# FV Весов
FV Весов (лат. FV Librae) — одиночная переменная звезда в созвездии Весов на расстоянии (вычисленном из значения параллакса) приблизительно 32813 световых лет (около 10060 парсеков) от Солнца. Видимая звёздная величина звезды — от +16m до +14,7m.

## Характеристики
FV Весов — пульсирующая переменная звезда типа RR Лиры (RR:).